# Duplex legationis edictum

Droit romano-germain
Droit du haut Moyen Âge
Admonitio generalis (789) Breviarium missorum Aquitanicum (789)
Le Duplex legationis edictio ou troisième capitulaire est un capitulaire de Charlemagne. C'est un addendum législatif destiné aux missi dominici comme le sont aussi le Capitulare missorum in Theodonis villa datumprimum, mere ecclesiasticum (805), le Capitulare missorum in Theodonis villa datum secundum, generale (805) et le Breviarium missorum Aquitanicum (789). Du Duplex legationis edictum, il reste une transcription partielle du IXe ou Xe siècle. Celle-ci compose la deuxième partie d'une collection de capitulaires regroupée sur les derniers feuillets d'une autre collection conservée depuis 1690 à Leyde (Pays-Bas), citée ci-après « ms. Q 119 ». Cette dernière témoigne de l'action et des préoccupations d’un missus qui œuvrait en Aquitaine.

## L'auteur
L'auteur de cette transcription est bien distinct des trois autres qui composent le ms. Q119 : « C'est un travail peu soigné, au latin approximatif, à la mise en page erratique et dépendante d’une linéation mal assurée. Elle pourrait être celle de l’utilisateur principal du manuscrit à ce moment, occupé à remplir lui-même les dernières pages d’un ouvrage confectionné par un copiste plus habile que lui ».
Comme les deux capitulaires qui concernent l'Aquitaine et qui sont inclus dans le ms. Q119 (le Breviarium missorum aquitanicum et le Pippini regis capitulare aquitanicum), semblent être du même auteur, le contenu de ceux-ci « permet d’imaginer que le représentant qui en faisait usage [avait été nommé dans le] royaume d’Aquitaine ». Il est tout à fait possible que cela soit le comte du Palais Eugerius, si l’on suit l'identification des missi mentionnés dans le Breviarium missorum aquitanicum proposée par J. Hannig. En outre, la sélection des articles liés au bon fonctionnement du système juridique, à l’organisation du service armé et à la Règle bénédictine peut aussi laisser à penser qu’il s’agissait d’un laïc. 

## Contenu
C'est au travers de la sélection des capitulaires du ms. Q119 mais aussi de la sélection de ceux du Duplex legationis edictum qui y sont inclus, que Martin Gravel voit dans cet ensemble « la constitution d’un outillage pour la supervision de la société chrétienne ». C'est « un aide-mémoire utile à un missus ne connaissant pas la règle, mais appelé à contrôler l’application de ses directives touchant les relations du monastère avec le monde ».
En effet, le deuxième segment du Duplex legationis edictum reprend des parties de la première partie de l'Admonitio generalis laquelle reprend certains chapitres de la Règle bénédictine. Ainsi, l'auteur s’intéresse en particulier aux contacts des moines avec l’extérieur : hospitalité (c. 9), déplacements des moines (c. 14), maintien de la claustration des moniales (c. 19). Le missus a sélectionné des chapitres qui concernent l’accueil des oblats et des convers parce qu’il est possible qu'il intervienne à propos des conflits autour des héritages (c.11, 12, 15). 
Quant à la première partie du Duplex legationis edictum, elle permet de distinguer les sarabaïtes, les gyrovagues et les anachorètes des moines cénobites (c. 1, 2), ce qui est utile pour un missus qui doit contrôler les moines. Le chapitre qui traite du vêtement des moines (c. 10) a été conservé car le missus se doit aussi de surveiller leur bonne tenue lorsqu'ils sont amenés à prendre la route. Il doit aussi s'assurer qu'ils ne seront pas punis selon les usages de la justice séculière (c. 16) ; À cela s'ajoute la surveillance des communautés féminines qui ne doivent pas vivre sans règle, sans supervision épiscopale (c. 19).
M. Gravel montre au moyen des chapitres non sélectionnés qu'il y a bien eu un choix en fonction des intérêts du missus, à savoir les obligations concernant les communautés monastiques car ce dernier n'a pas conservé le chapitre sur le plaid comtal (c.17) et ni celui sur le serment de fidélité dû au prince (c.18), de même que celui sur l’ordination (c.13) qui n’est pas de son ressort, mais aussi ceux à propos de la nomination des doyens et des préposés (c. 5), sur le caractère des cellériers (c. 6), la prière solitaire à l’oratoire (c. 7), la réception des cadeaux (c. 8) ainsi que l’adoption de la coutume romaine dans  l’administration du baptême (c.23).
Le Duplex dans sa version complète ordonnait aussi « que personne ne présume de lire les sorts dans le psautier, les Évangiles ou d’autres objets. », « que les évêques, les abbés et les abbesses n’aient pas de chien de chasse, ni de faucon,  ni d’épervier, ni de jongleur. » et porte mention sur la main lépreuse (c.29), et les menstruations des moniales (c.19).

## Le Duplex dans le manuscrit conservé à Leyde
Le ms. Q119 comprend des capitulaires programmatiques (Capitulare Haristalense et l'Admonitio generalis), des aide-mémoire pour les missi ( Pippini regis capitulare aquitanicum, Capitulare missorum, Capitularia missorum specialia, Breviarium missorum aquitanicum, Capitula per missos cognita facienda et des addenda législatifs  (Capitulare legibus additum, Pippini regis capitulare, Capitula legi addita) dont fait partie le Duplex legationis edictum.
En détail, les folio 1 à 131 constituent un important corpus juridique qui comprend la version presque complète du capitulaire de Herstal
Le folio 131 marque l'arrêt de la transcription de cette première partie.
Puis apparaissent deux pages presque remplies par une description des grades ecclésiastiques.
Le premier capitulaire, le Breviarium missorum Aquitanicum de 789, débute à la première du folio 132. Il s’interrompt au bas du folio 135v.
Le folio 136r ne donne ensuite que la deuxième partie du Duplex legationis edictum et sa première partie réapparaît un peu plus loin aux folio 139v et 140.